# Timothy Daunt
Sir Timothy Lewis Achilles Daunt (11 d'octubre de 1935 - 5 d'agost de 2023) va ser un diplomàtic britànic i antic Tinent Governador de l'Illa de Man.

## Inicis
Rebé la seva educació a Sherborne School i a St Catharine's College, Cambridge.

## Trajectòria professional
El 1955 va esdevenir oficial al Royal Armoured Corps i va rebre una posició al vuitè regiment d'hússars irlandesos. Després de completar el servei nacional, va unir-se al servei diplomàtic i, després d'una sèrie de càrrecs, va ser nomenat Representant Permanent a l'OTAN a Brussel·les el 1982 i després ambaixador britànic a Turquia del 1986 fins a la seva jubilació el 1992.
Quan es va jubilar va esdevenir Tinent Governador de l'Illa de Man. Més endavant esdevingué president del Fons Otomà ('Ottoman Fund'), una empresa que oferia hipoteques per propietats a Turquia.

## Família
El 1962 es casà amb Patricia Susan Knight. El seu fill James Daunt és el fundador de la cadena de llibreries Daunt Books i conseller delegat de Waterstones (des de 2011) i Barnes & Noble (des del 2019).